# Budynek Landratury Poznań-Zachód
Budynek Landratury Poznań-Zachód – zabytkowy budynek zlokalizowany w Poznaniu, na Jeżycach, w obrębie zespołu rezydencjonalnego, przy ul. Mickiewicza 31.
Obiekt powstał z uwagi na podzielenie powiatu poznańskiego na dwie części (Wschód i Zachód), co wywołane było intensywnym rozwojem aglomeracji miejskiej w początkach XX wieku. Projektantem był G. Seidel. Budynek ukończono w 1908. Nawiązuje do architektury baroku, ale posiada także detal secesyjny. Dostosowano go do rezydencjonalnego otoczenia, w jakim powstał. Od 1923 użytkowany był przez Izbę Przemysłowo-Handlową, a po II wojnie światowej oddano go na potrzeby służby zdrowia. Stan ten utrzymuje się do dziś. 
Uzupełnieniem budynku głównego były stajnie i wozownia na zapleczu oraz niewielki ogródek od frontu. Według Marcina Libickiego obiekt bardziej nawiązuje do polskiej architektury tego okresu niż cięższych stylowo dokonań niemieckich. 